# Skyforger
Skyforger est un groupe de heavy metal letton, originaire de Riga. Skyforger, bien que connu pour son style folk metal, présente un style black metal dans sa première démo intitulée Semigalls' Warchant,,. Le groupe a joué et enregistré un nombre de chansons folk, qui sont notamment présentées dans leur quatrième album Zobena Dziesma, commercialisé en 2003. En décembre 2005, lors de la présentation de leur dernier album, Semigalls' Warchant (2005), le groupe annonce une suite plus orientée thrash metal. En 2010, Skyforger au label Metal Blade Records et y fait paraître l'album Kurbads.

## Biographie

### Débuts (1991–2001)
Skyforger est initialement formé en 1991 sous le nom de Grindmaster Dead, à Riga, en Lettonie. Ils changent de nom pour Skyforger en 1995,. Sa musique se caractérise par un mélange extrême de musique folklorique balte, et de diverses influences metal : du black metal norvégien jusqu'au heavy metal des années 1980,. Ce mélange unique d'influences à la fois modernes et antiques apporte à Skyforger une grande expérience, qu'il a su affiner durant les cinq albums qu'a sortis le groupe. Le premier de ces albums est commercialisé en 1997 ; intitulée Semigalls Warchant, cette démo conte l'histoire des dernières tribus païennes libres, vivant en pays Balte, et leur lutte contre les envahisseurs chrétiens tout au long du XIIIe siècle. La musique de ce disque est fortement inspirée du black metal du début des années 1990, ce qui explique le côté brutal, mais un côté folk équilibre le tout grâce à des instruments baltes traditionnels.
Pour leur premier album, Kauja Pie Saule, le concept reste le même, mais les légendes tribales lettones, et leurs traditions païennes ont été davantage mises en avant, avec un résultat restant tout de même plutôt brutal. Plus tard, en 2000, suit le troisième album intitulé Latviešu Strēlnieki,, et cette fois, aussi étrange que cela puisse paraître pour un groupe aussi ancré dans une culture antique, le thème est ici la Première Guerre mondiale, avec les hauts faits militaires Lettons qui s'y rapportent. Au niveau musical, le folk disparaît presque totalement, subsiste juste une petite flûte lors de Battle of Plakani, Battle of Vesi, mais le reste est totalement axé heavy metal. Cela reste tout de même un des plus grands succès de ce groupe[réf. nécessaire].

### Nouveaux albums (depuis 2002)

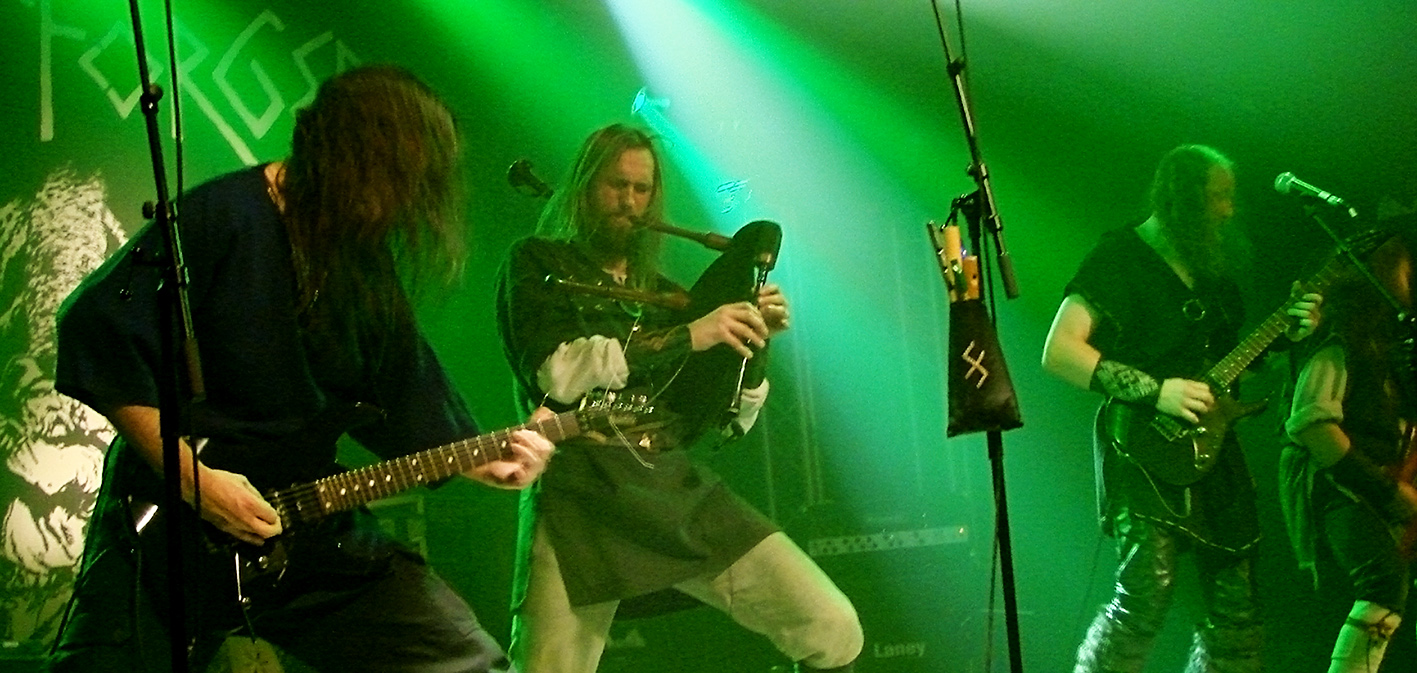
Skyforger sur scène, en 2011.

À la fin de 2002, Skyforger signe avec le label allemand Folter Records, et en profite pour sortir son chef-d'œuvre. Un retour aux thèmes précédents, c'est-à-dire les anciens cultes païens et l'histoire de leurs ancêtres, marié à un côté folk bien plus abouti, ce qui donne pour finir un album en totale harmonie avec l'esprit de la Lettonie antique. Au niveau des textes, les contes historiques spécifiques sont délaissés en faveur d'une description des traditions, des mythes, et de la sagesse dont faisaient preuve les anciens peuples baltes. La musique est puissante, tout en restant précise et ordonnée, ce qui donne à chaque chanson une force unique. Pour finir, il est indispensable de préciser que le mariage folk/metal est ici parfaitement maîtrisé, preuve d'une expérience déjà grande[réf. nécessaire]. L'album suivant, autoproduit et commercialisé en 2004, est intitulé Zobena Dziema. Il s'agit d'un concentré de pur folk letton ; ici, pas de guitares saturées ni de batterie rugissante, seule compte la beauté des instruments. Les artistes le précisent sur la pochette, ils ont sorti cet album pour leur plaisir, donc comme je l'ai dit, pas de contrat avec quelque label que ce soit[réf. nécessaire].
L'année d'après, en 2005, le groupe signe avec Folter Records pour le réenregistrement de leur première démo Semigall Warchant, cette fois sur format CD,. Chaque piste de la démo originale (à la base sur cassette, devenue une grande rareté) est remasterisée, tout juste une décennie après son lancement initial. Remises au goût du jour, les pistes sonnent maintenant plus riches, tout en gardant flamboyant le feu païen qui brûlait déjà à la sortie de l'original. Depuis, le groupe est le plus souvent possible sur les routes, enchaînant les tournées, déjà plus de quatre depuis la sortie de leur dernier opus, en 2005. Skyforger annonce un prochain album, bien sûr en n'oubliant pas d'aller rendre régulièrement visite à leurs fans dans toute l'Europe. Skyforger est un vétéran de la scène, faisant honneur aux pays baltes, au même titre que Metsatöll, Taraphita, ou encore Obtest.
En avril 2015, le groupe publie son dernier album, Senprūsija, au label Thunderforge Records. Un double DVD live, intitulé Senprūsija Live, est également disponible la même année. Ils entament une tournée européenne à la fin de 2015. En 2016, Artūrs remplace Edgars à la batterie et aux percussions.

## Membres

### Membres actuels
- Pēteris « Peter » Kvetkovskis – chant, guitare, instruments folk (depuis 1995)
- Edgars « Zirgs » Grabovskis – guitare basse, chœurs, instruments folk (depuis 1995)
- Alvis Bernāns – guitare (depuis 2014)
- Jānis Osis – batterie, percussions (depuis 2022)

### Membres de session
- Edgars Zilberts – kokle (depuis 2017)
- Geoffroy Dell’Aria – cornemuses, flûtes, guimbarde (depuis 2019)

### Anciens membres
- Imants Vovers – batterie, chœurs (1995–1998)
- Ģirts « Motors » Kļaviņš – guitare, chœurs (2004–2006)
- Rihards Skudrītis – guitare, chœurs (1996–2000, 2001–2004, 2006–2008)
- Mārtiņš Pētersons – guitare, chœurs (2000–2001, 2008–2010)
- Kaspars Bārbals – instruments folk, chœurs (2004–2012)
- Egons Kronbergs – guitare (2011–2013)
- Edgars « Mazais » Krūmiņš – batterie, percussions (1998–2015)
- Artūrs Jurjāns – batterie, percussions (2015-2021)

## Discographie
- 1997 : Semigalls’ Warchant (démo)
- 1998 : Kauja pie Saules / Battle of the Saule
- 1999 : Latviešu strelnieki / Latvian Riflemen
- 2003 : Perkonkalve / Thunderforge
- 2003 : Zobena Dziesma / Sword Song
- 2005 : Semigalls’ Warchant (réédition avec 4 titres bonus)
- 2010 : Kurbads
- 2015 : Senprūsija / Old Prussia
- 2025 : Teikas / Folktales